# Tanja Domej
Tanja Domej (* 1977) ist eine österreichische Rechtswissenschaftlerin und Professorin für Zivilverfahrensrecht, Privatrecht, internationales Privatrecht und Rechtsvergleichung an der Universität Zürich.
Domej besuchte die Schulen in Klagenfurt. Sie studierte Rechtswissenschaften an der Universität Wien und erwarb 1999 den Magister iuris (Mag. iur.). 2005 promovierte sie ebenda zum Thema „Die Amtspartei im Verwaltungsverfahren“. 2002 bis 2005 assistierte sie Paul Oberhammer in Wien und Zürich. Von 2005 bis 2011 war sie Oberassistentin am Rechtswissenschaftlichen Institut der Universität Zürich, wo sie seit dem Herbstsemester 2011 einen Lehrstuhl innehat. Sie ist Autorin von Monographien, Kommentierungen und zahlreichen Aufsätzen.